# FinCEN
FinCEN, acrónimo de Financial Crimes Enforcement Network (en español: Control de delitos financieros) es una oficina del Departamento del Tesoro de Estados Unidos que realiza las atribuciones de Unidad de Inteligencia Financiera, es decir, recopila y analiza información sobre transacciones financieras para combatir el lavado de dinero, el financiamiento del terrorismo y otros delitos financieros nacionales e internacionales. 

## Misión
El director de FinCEN expresó su misión en noviembre de 2013 como «salvaguardar el sistema financiero del uso ilícito, combatir el lavado de dinero y promover la seguridad nacional». FinCEN actúa como la Unidad de Inteligencia Financiera (UIF) de EE. UU. Y es una de las 147 UIF que forman el Grupo Egmont de Unidades de Inteligencia Financiera. El lema autodescrito de FinCEN es «seguir el dinero». El sitio web dice: «El motivo principal de los delincuentes es la ganancia financiera, y dejan rastros financieros cuando intentan lavar el producto de los delitos o intentan gastar sus ganancias mal habidas». Es una red que reúne a personas e información, coordinando el intercambio de información con las agencias de aplicación de la ley, reguladores y otros socios de la industria financiera. 

## Historia
La FinCEN fue establecida por orden del Secretario de Hacienda el 25 de abril de 1990. En mayo de 1994, su misión se amplió para incluir responsabilidades regulatorias, y en octubre de 1994, la unidad precursora del Departamento del Tesoro de la FinCEN, la Oficina de Ejecución Financiera, se fusionó con FinCEN. El 26 de septiembre de 2002, luego de la aprobación del Título III de la Ley Patriota, la Orden del Tesoro 180-01 la convirtió en una oficina oficial del Departamento de Hacienda. En septiembre de 2012, la tecnología de información de FinCEN llamada FinCEN Portal and Query System migró con 11 años de datos a FinCEN Query, un motor de búsqueda similar a Google. Es una «ventanilla única» accesible a través del portal FinCEN, el cual permite búsquedas amplias en más campos que antes y arroja múltiples resultados. Desde septiembre de 2012, FinCEN genera 4 nuevos informes: Informe de actividades sospechosas (FinCEN SAR),un iInforme de transacciones de divisas (FinCEN CTR), la designación de persona exenta (DOEP) y de empresa registrada de servicios monetarios (RMSB).

## Organización

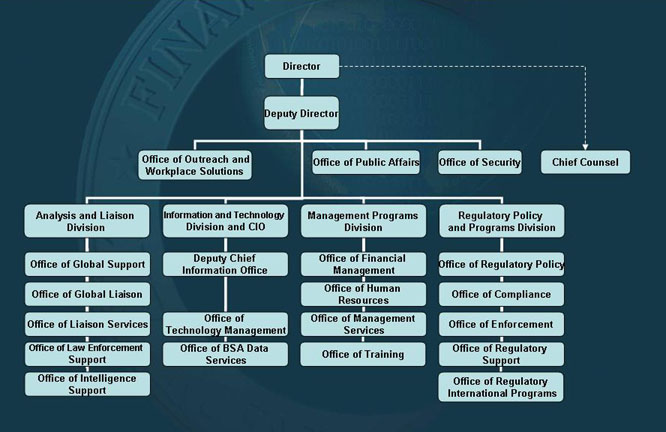
Organigrama de la FinCEN

En noviembre de 2013, FinCEN empleaba aproximadamente a 340 personas, en su mayoría profesionales de inteligencia con experiencia en la industria financiera, finanzas ilícitas, inteligencia financiera, régimen regulatorio ALD/CFT (lavado de dinero/financiamiento del terrorismo), tecnología informática y aplicación de la ley. La mayoría del personal de FinCEN es personal permanente, con aproximadamente 20 funcionarios de otras agencias federales asignados, de 13 agencias reguladoras y policiales diferentes. FinCEN comparte información con docenas de agencias de inteligencia, incluida la Oficina de Alcohol, Tabaco y Armas de Fuego ; la Administración de Control de Drogas ; la Oficina Federal de Investigaciones ; el Servicio Secreto de Estados Unidos ; el Servicio de Impuestos Internos ; el Servicio de Aduanas ; y el Servicio de Inspección Postal de los Estados Unidos . 

### Directores de FinCEN
- Brian M. Bruh (1990-1993)
- Stanley E. Morris (1994-1998)
- James F. Sloan (abril de 1999 - octubre de 2003)
- William J. Fox (diciembre de 2003 - febrero de 2006)
- Robert W. Werner (marzo de 2006 - diciembre de 2006)
- James H. Freis, Jr. (marzo de 2007 - agosto de 2012)
- Jennifer Shasky Calvery (septiembre de 2012 - mayo de 2016)
- Jamal El-Hindi (en funciones, junio de 2016 - noviembre de 2017)
- Kenneth Blanco (actual, noviembre de 2017 - presente)[5]

## Programa 314
La Ley USA PATRIOT de 2001 requirió que el Secretario del Tesoro creara una red segura para la transmisión de información, a fin de hacer cumplir las regulaciones pertinentes. Las regulaciones de FinCEN bajo la Sección 314 (a) permite a las agencias federales de aplicación de la ley, a través de FinCEN, llegar a más de 45 000 puntos de contacto en más de 27 000 instituciones financieras, para localizar cuentas y transacciones de personas que puedan estar involucradas en el financiamiento del terrorismo y/o lavado de dinero. Una interfaz web permite que cualquier persona designadas en la §314 (a)(3)(A) se registre y aporte información a FinCEN. La asociación entre la comunidad financiera y las fuerzas del orden permite identificar, centralizar y evaluar rápidamente fragmentos de información dispares.

## Hawala
Ya en 2003, FinCEN difundió información sobre «sistemas informales de transferencia de valor» (TIF), incluida hawala, una red de personas que reciben dinero con el fin de hacer que ciertos fondos sean pagaderos a un tercero en otra ubicación geográfica,que generalmente lo toma en un sitio por fuera del sistema bancario convencional, a través de instituciones financieras no bancarias u otras entidades comerciales cuya actividad comercial principal puede no ser la transmisión de dinero. El 1 de septiembre de 2010, FinCEN emitió una guía sobre TIF.

## Monedas virtuales
En julio de 2011, FinCEN agregó «otro valor que sustituye a la moneda» a su definición de negocios de servicios monetarios en preparación para adaptar la regla respectiva a las monedas virtuales. El 18 de marzo de 2013, FinCEN emitió una guía con respecto a las monedas virtuales, según la cual,los cambiadores y administradores, pero no los usuarios de la moneda virtual convertible, se consideran transmisores de dinero y deben cumplir con las reglas para prevenir el lavado de dinero/financiamiento del terrorismo O «ALD/CFT», y otras formas de delitos financieros, mediante el mantenimiento de registros, la presentación de informes y el registro ante la FinCEN. Jennifer Shasky Calvery, directora de FinCEN (2012 - 2016), dijo: «Las monedas virtuales están sujetas a las mismas reglas que otras monedas... Aquí se aplican las normas comerciales básicas de servicios monetarios».
En una audiencia del Senado en noviembre de 2013, Calvery declaró: «Es lo mejor para los proveedores de moneda virtual cumplir con estas regulaciones por varias razones. Primero está la idea de responsabilidad corporativa», contrastando la perspectiva de Bitcoin de un sistema de igual a igual, pasándose por alto las instituciones financieras corporativas. Afirmó que FinCEN colabora con el Consejo de Examen de Instituciones Financieras Federales, un foro constituido por el Congreso llamado «Grupo Asesor de la Ley de Secreto Bancario (BSA)» y el Grupo de Trabajo de BSA para revisar y discutir nuevas regulaciones y orientaciones, con el FBI «Virtual Currency Emerging Threats Working Group» (VCET; en español: Grupo de trabajo sobre amenazas emergentes de monedas virtuales) el cual se formó a principios de 2012, el «Grupo de Trabajo de Fraude Cibernético» dirigido por la FDIC, el «Grupo de Trabajo Cibernético del Tesoro» dirigido por Financiamiento del Terrorismo y Delitos Financieros, y con una comunidad de otras unidades de inteligencia financiera. Según el Departamento de Justicia, los miembros de VCET representan al FBI, la Administración de Control de Drogas, varias Fiscalías de los Estados Unidos y la Sección de Confiscación de Activos y Lavado de Dinero de la División Criminal y la Sección de Delitos Informáticos y Propiedad Intelectual.

## Controversias
En 2009, la GAO encontró "oportunidades" para mejorar la «coordinación de exámenes entre agencias y estatales», y señaló que los reguladores bancarios federales emitieron un manual de exámenes entre agencias, que la SEC, la CFTC, y sus respectivas organizaciones autorreguladoras desarrollaron la Ley de Secreto Bancario (BSA). módulos de análisis, por los cuales FinCEN y el IRS examinan a las instituciones financieras no bancarias a través de un manual de examen para empresas de servicios monetarios. Por lo tanto, son varios los reguladores examinan el cumplimiento de la BSA en todas las industrias, y para algunas sociedades de cartera más grandes, incluso dentro de la misma institución. De este modo, los reguladores no promueven una mayor coherencia, coordinación e intercambio de información, a fin de reducir la carga regulatoria innecesaria. y atender las preocupaciones por ello en todas las industrias. Luego de 2012, FinCEN estimó que alcanzaría acuerdos de acceso a datos con el 80 por ciento de las demás agencias estatales que realizan exámenes BSA. 
Desde el inicio de FinCEN en 1990, la Electronic Frontier Foundation de San Francisco ha debatido los presuntos beneficios, en comparación con una eventual amenaza a la privacidad. La FinCEN no revela cuántos informes de actividades sospechosas resultan en investigaciones, acusaciones o condenas, y no existen estudios para contar cuántos informes se presentan sobre personas inocentes. Las leyes de FinCEN y de lavado de dinero han sido criticadas por quienes las consideran caras, y relativamente ineficaces, al tiempo que violatorias de los derechos establecidos en la Cuarta Enmienda, ya que un investigador puede usar la base de datos de FinCEN para investigar a personas, en lugar de delitos.
También algunos alegan que las regulaciones de FinCEN contra el structuring (fraccionamiento de operaciones financieras) que se aplicarían de manera injusta y arbitraria; por ejemplo, en 2012 se informó que las pequeñas empresas que venden en los mercados de agricultores habían sido puestas en la mira, mientras que personas con conexiones políticas como Eliot Spitzer jamás son acusadas. Las razones de Spitzer para fraccionar se describieron como «inocentes».
En febrero de 2019, se informó que Mary Daly, la hija mayor de William Barr, dejará su puesto en la Oficina del Fiscal General Adjunto de los Estados Unidos para ocupar un puesto en FinCEN.

## Los FinCEN Files
El 20 de septiembre de 2020, gracias a información compartida por BuzzFeed con el Consorcio Internacional de Periodistas de Investigación (ICIJ) salieron a la luz pública los llamados «FinCEN Files», en un informe que desnuda el lavado de dinero a nivel mundial, involucrando entre otros bancos a HSBC, JP Morgan, Barclays Bank, Banco Central de los Emiratos Árabes Unidos, Deutsche Bank y Standard Chartered, entidades que aparecen omisas en reportar operaciones sospechosas, y ayudando a blanquear capitales.

## En la cultura popular
La película de 2016 The Accountant presenta una investigación de FinCEN sobre el personaje principal.

## Informes
El Informe sobre transacciones en moneda extranjera (CTR) contiene información sobre operaciones en efectivo que superan los 10,000 dólares estadounidenses en un solo día hábil, independientemente de si se trata de una sola transacción o de varias operaciones en efectivo. Se presenta electrónicamente en la Red para la Lucha contra los Crímenes Financieros (FinCEN) y se designa como el Formulario FinCEN 112 (anteriormente Formulario 104).
Los CTR incluyen el número de cuenta bancaria, el nombre, la dirección y el número de seguro social de la persona. Los informes SAR, requeridos cuando las transacciones indican un comportamiento dirigido a evadir el CTR (o muchos otros tipos de actividades sospechosas), incluyen información más detallada y generalmente incorporan acciones investigativas por parte de la institución financiera para evaluar la validez o naturaleza de las transacciones. El Informe de Actividad Sospechosa (SAR) debe reportar cualquier transacción en efectivo cuando el cliente aparentemente intenta evitar los requisitos de reportes de la BSA, no completando un CTR o un registro de instrumentos monetarios (MIL), por ejemplo. También debe presentarse un SAR si las acciones del cliente sugieren que está lavando dinero o violando de otra manera leyes penales federales, cometiendo fraude con transferencias bancarias, fraude con cheques o desapariciones misteriosas. Estos informes se presentan en FinCEN y se identifican como formulario del Departamento del Tesoro 90-22.47 y formularios OCC 8010-9, 8010-1. 
Los ciudadanos estadounidenses están obligados a revelar información sobre cuentas financieras en el extranjero cuando el monto supera los 10,000 dólares estadounidenses (31 USC §5314), y las sanciones por incumplimiento están indicadas en 31 USC §5321. Los ciudadanos deben presentar anualmente antes del 15 de octubre en el Tesoro de los Estados Unidos un Informe de Cuentas Bancarias en el Extranjero (FBAR). Este se designa como el Formulario FinCEN 114 (anteriormente Formulario del Tesoro 90-22.1). Además, deben informar sobre ingresos en forma de intereses o dividendos de las cuentas en el Anexo B del Formulario 1040 y, si se supera un umbral más alto, también informar sobre montos e intereses en el Formulario 8938. Los defensores del FBAR afirman que esto ayuda a los Estados Unidos a contener los crímenes financieros y a fomentar la denuncia de estos delitos, mientras que los críticos sostienen que el FBAR consume tiempo y dinero, “entorpeciendo perversamente el cumplimiento” sin centrarse en la “actividad delictiva probable”.